# Felbabka
Felbabka este o arie protejată (arie specială de conservare — SAC, sit de importanță comunitară — SCI) din Republica Cehă întinsă pe o suprafață de 11,38 ha, integral pe uscat.

## Localizare
Centrul sitului Felbabka este situat la coordonatele 49°48′27″N 13°56′05″E / 49.8075°N 13.934722°E.

## Înființare
Situl Felbabka a fost declarat sit de importanță comunitară în aprilie 2005 pentru a proteja 1 specie de animale. Situl a fost protejat și ca arie specială de conservare în iulie 2012.

## Biodiversitate
Situată în ecoregiunea continentală, aria protejată nu include niciun habitat protejat.
La baza desemnării sitului se află o specie protejată de  amfibieni: izvoraș-cu-burta-galbenă (Bombina variegata).